# Lanterne des morts de Cognac-la-Forêt
La lanterne des morts de Cognac-la-Forêt est une lanterne des morts située à Cognac-la-Forêt, en France.

## Description
Le monument est une lanterne des morts carrée, haute de 6,50 m et de style roman.

## Localisation
Le monument est situé dans le département français de la Haute-Vienne, sur la commune de Cognac-la-Forêt, dans le cimetière.

## Historique
La lanterne date du XIIIe siècle.
La lanterne des morts est classée au titre des monuments historiques le 10 mai 1939.